# William Milliken
Pour les articles homonymes, voir Milliken (homonymie).
William Grawn Milliken (né le 26 mars 1922, mort le 18 octobre 2019), est un homme d'affaires et homme politique américain, qui a été gouverneur de l'État du Michigan entre 1969 et 1983.
Membre du Parti républicain, il a eu le plus long mandat en tant que gouverneur du Michigan, siégeant pendant plus de trois mandats de quatre ans.